# Nationaltrainer
Ein Nationaltrainer ist der Trainer einer nationalen Auswahlmannschaft im Sport. Zu seinen Aufgaben gehören meist die trainingsmäßige Vorbereitung auf internationale Wettkämpfe wie Länderspiele oder Länderkämpfe, die Betreuung der Mannschaften während dieser Wettkämpfe. In der Regel hat ein Nationaltrainer auch ein Mitspracherecht bei der Nominierung der Nationalmannschaft. 
Gemeinhin wird unter der Bezeichnung Nationaltrainer der Cheftrainer des jeweiligen nationalen Sportverbandes verstanden, jedoch ist die Bezeichnung auch für Assistenztrainer oder Disziplintrainer des Verbandes üblich. 
In Deutschland werden Nationaltrainer als Bundestrainer bezeichnet. 